# Provinciale weg 582
De provinciale weg 582 (N582) is een voormalige provinciale weg in de Nederlandse provincie Limburg. De weg vormt een verbinding tussen Geleen en Hoensbroek, waar de weg aansluit op de N298.
De weg is uitgevoerd als tweestrooks-gebiedsontsluitingsweg met buiten de bebouwde kom een maximumsnelheid van 80 km/h. In de gemeente Sittard-Geleen heet de weg Beekstraat. In de gemeente Beekdaelen heet de weg achtereenvolgens Keldenaar, Geleenstraat, Kerkweg, Holleweg, Dorpsstraat, Altaarstraat en Hommerterweg. In gemeente Heerlen heet de weg eveneens Hommerterweg.
In 2006 werd het beheer en onderhoud van deze weg is, net zoals de N581, van de provincie Limburg overgedragen aan de voormalige gemeente Schinnen. Hiermee is het wegnummer officieel vervallen, hoewel het op sommige nieuwe wegenkaarten nog wordt vermeld.
N62 · N69 · N251 · N252 · N253 · N254 · N255 · N256/A256 · N257 · N258 · N260 · N261 · N262 · N263 · N264 · N266 · N267 · N268 · N269 · N270/A270 · N271 · N272 · N273 · N274 · N275 · N276 · N277 · N278 · N279 · N280 · N281 · N282 · N283 · N284 · N285 · N286 · N287 · N288 · N289 · N290 · N291 · N292 · N293 · N294 · N295 · N296 · N296n · N297 · N298 · N300 · N321 · N322 · N324 · N329 · N389 · N394 · N395 · N396 · N397

N556 · N562 · N564 · N570 · N572 · N590 · N595 · N598 · N601 · N602 · N605 · N607 · N612 · N613 · N615 · N616 · N617 · N618 · N620 · N622 · N625 · N629 · N631 · N632 · N637 · N638 · N639 · N640 · N641 · N651 · N652 · N653 · N654 · N655 · N656 · N658 · N659 · N660 · N661 · N662 · N663 · N664 · N665 · N666 · N667 · N668 · N669 · N670 · N671 · N673 · N674 · N675 · N676 · N682 · N683 · N686 · N689 · N690 · N831 · N843

Voormalige provinciale wegen: N299 · N551 · N552 · N553 · N554 · N555 · N560 · N561 · N563 · N565 · N566 · N567 · N568 · N571 · N574 · N580 · N581 · N582 · N583 · N584 · N585 · N586 · N587 · N588 · N589 · N591 · N592 · N593 · N594 · N596 · N597 · N603 · N604 · N606 · N608 · N610 · N611 · N614 · N619 · N621 · N623 · N624 · N626 · N628 · N630 · N634 · N642 · N657